# بولاكان
بولاكان (بالإنجليزية: Bulacan)‏ هي محافظة تقع في الفلبين في Central Luzon.  يقدر عدد سكانها بـ 3,124,433 نسمة ومساحتها 2,796.10 كم2 .

## توأمة
لبولاكان اتفاقيات توأمة مع:
- شيا يي

## أعلام
- ماركو موراليس
- ميتشيكو ياماموتو
- اينجل لوكسين